# Vlag van Hoogland

De vlag van Hoogland

De vlag van Hoogland werd in februari 2009 door het Nederlandse dorp Hoogland in gebruik genomen. Dit was rond dezelfde tijd dat de gemeente Amersfoort het 750-jarig bestaan vierde. De gemeente Hoogland werd in 1974 opgeheven, waarbij een groot deel door Amersfoort werd geannexeerd. Het gebruik van de vlag van Amersfoort ten tijde van de feesten in Hoogland werd door meerdere bewoners niet als gepast ervaren, omdat de dorpsfeesten niets met het jubileum van Amersfoort te maken hadden.

## Ontwerp
De vlag heeft in het midden van een groen veld het gemeentewapen. Het groene veld staat symbool voor het agrarische verleden van de gemeente Hoogland.
Abcoude
· Achterveld
· Austerlitz
· Haarzuilens
· Hoogland
· Hooglanderveen
· Lage Vuursche
· Meerkerk
· Vinkeveen
· Waverveen
· Zegveld
· Zijderveld
· Zuilen